# Szanyó Károly
Szanyó Károly, (Budapest, 1973. november 10. –) magyar labdarúgó, csatár, edző. Az 1996-os atlantai olimpián részt vevő válogatott tagja. 2014 és 2015 között, valamint 2018-tól 2019-ig a Vasas vezetőedzője.

## Pályafutása

### Klubcsapatban
Bár a Ferencvárosban nevelkedett, mégis az Újpest színeiben mutatkozott be az élvonalban. Két rövid kitérőt leszámítva 1999-ig maradt a lila-fehéreknél, akikkel egy bajnoki címet szerzett. Futballozott Ausztriában és Izraelben is, majd 2001-ben hazatért a Győrhöz. Az ETO-nál két jól sikerült idényt töltött el, ám hiába tért vissza Újpestre, nem tudott újra meghatározó emberré válni a fővárosi gárdában. A 2004/05-ös idényben a Vasas játékosa volt, élvonalbeli pályafutását mindössze 32 évesen fejezte be.

### A válogatottban
Tagja volt az 1996-os atlantai olimpián részt vevő csapatnak.

## Sikerei, díjai
- Magyar bajnokság
  - bajnok: 1997–98
  - 2.: 1994–95, 1996–97, 2003–04
  - 3.: 1995–96, 1998–99
- Magyar kupa
  - döntős: 1998

## Statisztika

### Mérkőzései a válogatottban
| Magyarország | Magyarország     | Magyarország               | Magyarország | Magyarország | Magyarország | Magyarország       | Magyarország | Magyarország |
| #            | Dátum            | Helyszín                   | Hazai        | Eredmény     | Vendég       | Kiírás             | Gólok        | Esemény      |
| ------------ | ---------------- | -------------------------- | ------------ | ------------ | ------------ | ------------------ | ------------ | ------------ |
|              | 1996. július 23. | Miami, Orange Bowl (USA)   | Brazília     | 3 – 1        | Magyarország | olimpiai D csoport | -            | 66'          |
|              | 1996. július 25. | Orlando, Citrus Bowl (USA) | Japán        | 3 – 2        | Magyarország | olimpiai D csoport | -            | 76'          |
|              | Összesen         |                            |              | 0            | mérkőzés     |                    | 0            | gól          |